# Колхо, Юрьё
Юрьё Элиель Колхо (фин. Yrjö Eliel Kolho; 23 апреля 1888, Кеуруу, Великое княжество Финляндское — 13 февраля 1969, Вилппула, Финляндия) — финский стрелок, призёр Олимпийских игр; младший брат стрелка Войтто Колхо.

## Биография
Родился в 1888 году в Кеуруу, Великое княжество Финляндское. В 1920 году на Олимпийских играх в Антверпене он принял участие в соревнованиях по четырём стрелковым дисциплинам, и завоевал серебряную и бронзовую медали в командных видах; в индивидуальном зачёте он стал 4-м в стрельбе одиночными выстрелами по «бегущему оленю» и 11-м в составе команды в состязаниях по стрельбе из пистолета.